# Stith Thompson
Stith Thompson (7 de marzo de 1885 - 10 de enero de 1976) fue un folclorista estadounidense, conocido sobre todo por su obra conjunta con Antti Aarne, el sistema de clasificación Aarne-Thompson.
Thompson nació en el Condado de Nelson, Kentucky. Sus padres fueron John Warden y Eliza (McClaskey) Thompson. Se graduó en Arte por la Universidad de Wisconsin en 1909 y realizó allí su trabajo El retorno de entre los muertos en los cuentos y baladas populares. Entre 1911 y 1912 estudió en la Universidad de California en Berkeley, y obtuvo allí una maestría en literatura inglesa con su estudio La idea del alma en las baladas populares y la literatura alemanas. Completó su formación en la Universidad de Harvard, donde se doctoró en Literatura Inglesa con su tesis Cuentos europeos entre los indios norteamericanos, publicada en 1919. Dio clases en la Universidad de Texas entre 1914 y 1918 y fue secretario y tesorero de la Sociedad de Folclore de Texas. En 1921 se incorporó a la Universidad de Indiana como profesor de inglés. Interesado por las baladas y relatos tradicionales, entre los años 20 y 60 organizó cursos sobre estos temas. En 1955 se jubiló, pero continuó sus investigaciones. En 1962, fundó junto al también folclorista Richard Dorson el Instituto de Folclore de la Universidad de Indiana, que continúa activo. Murió en Columbus, Indiana, el 10 de enero de 1976.
Autor, coautor y traductor de numerosos libros y artículos sobre folclore, su mayor logro es su trabajo en la clasificación de los motivos que aparecen en los cuentos populares, leyendas, mitos y baladas de todo el mundo. Su monumental Motif-Index of Folk-Literature (1955–1958), en seis volúmenes, se considera una obra clave para los estudios sobre el tema.
Gracias a la labor de Thompson, la folclorística se incorporó a los estudios universitarios estadounidenses, obteniendo una notoriedad y prestigio que autores posteriores, como Alan Dundes y Jan Harold Brunvand, han contribuido a mantener.

## Obras

### En inglés
- (1908) The Return of the Dead in Popular Tales and Ballads.
- (1912) The Idea of the Soul in Teutonic Popular Ballads and Literature.
- (1919) European Tales Among the North American Indians: A Study in the Migration of Folktales.
- (1928) Antti Aarne's "Verzeichnis der Märchentypen" Translated and Enlarged.
- (1929) Tales of the North American Indians.
- (1940) Heritage of World Literature.
- (1946) The Folktale.
- (1953) Four Symposia on Folklore.
- (1955–1958) Motif-Index of Folk-Literature.
- (1956) Folklorist's Progress (autobiografía).
- (1958) (con Jonas Balys) The Oral Tales of India.
- (1960) (con Warren Roberts) Types of Indic Folktales.
- (1966) Second Wind (autobiografía).
- (1968) One Hundred Favorite Folktales.

### Traducciones al español
- (1972) El cuento folclórico, Caracas: Universidad Central de Venezuela.